# Pristimantis aureolineatus
Pristimantis aureolineatus é uma espécie de anfíbio da família Craugastoridae. Pode ser encontrada no Equador, Peru e Brasil (no estado do Acre).